# Aglavaine et Sélysette
Aglavaine et Sélysette est une pièce de théâtre du dramaturge belge Maurice Maeterlinck créée en 1896.